# Oscar Forman
Oscar Forman (Adelaide, 16 gennaio 1982) è un ex cestista australiano.